# آلیکون د ارتگا

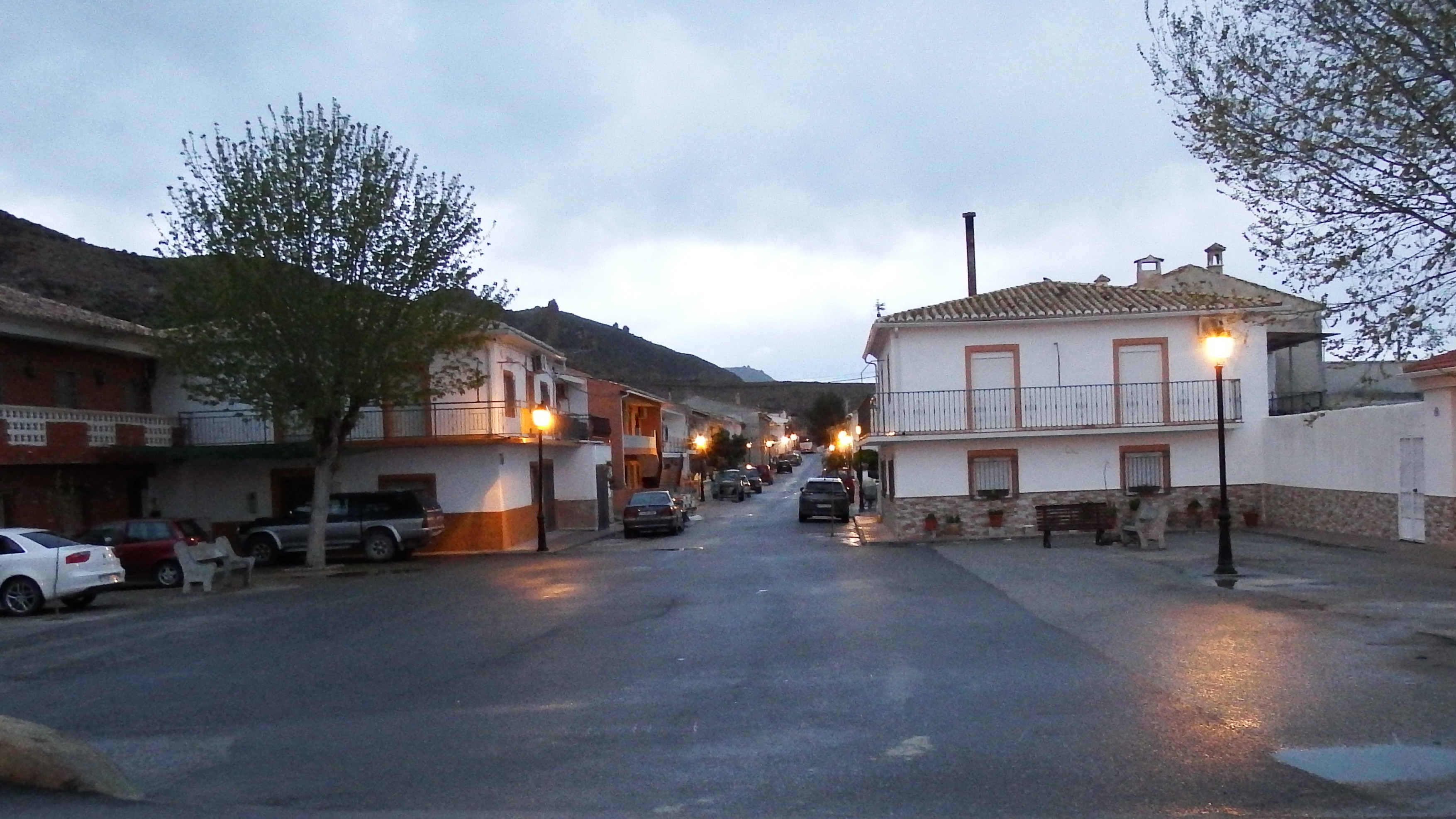
الیکان دو اورتگا (2019)

الیکان دو اورتگا (به اسپانیایی: Alicún de Ortega) یک شهرستان در اسپانیا است.